# Килинск (Таштагольский район)
Килинск — посёлок в Таштагольском районе Кемеровской области. Входит в состав Коуринского сельского поселения.

## География
Уличная сеть
Одна улица:
- Старателей

## Население
| 2010 |
| ---- |
| 200  |

## Организации
- Школа, филиал библиотеки

## Прочее
Расстояние от Таштагола — 28 км, от Турочака — 67 км.